# Немања Леканић
Немања Леканић (Сарајево, 10. јануар 1990) је босанскохерцеговачки фудбалер.

## Каријера
Леканић је наступао за млађе категорије Партизана и Рада. Сениорску каријеру започео наступајући за београдски Синђелић, где је у другој половини 2008. забележио 12 наступа као бонус играч у Српској лиги. Потом је прешао Партизан, где је наступао наредних 6 месеци, до окончања омладинског стажа. Касније је наступао за Дорћол, Земун и Младеновац, пре него што је поново приступио Синђелићу лета 2011. Током наредне две сезоне афирмисао се као један од најстандарднијих играча у екипи, постигавши 10 голова на 49 утакмица у Српској лиги Београд. Са екипом Синђелића освојио је ово такмичење за сезону 2012/13. По окончању ове сезоне, прешао је у редове краљевачке Слоге, где је наступао до краја 2013. Затим је приступио Слободи из Ужица. Током сезоне 2014/15 играо је за Смедерево (Семендерију 1924) у Српској лиги Запад. Био је, такође и на проби у сарајевском Жељезничару, односно естонском Номе Каљу почетком 2015. Касније, исте године прикључио се екипи Мачве, са којом је освојио Српску лигу Запад за сезону 2015/16. Постигао је укупно 6 голова, укључујући хет-трик краљевачкој Слоги за коју је раније наступао. Иако је скоро целу јесењу полусезону пропустио због повреде и опоравка од операције, освајању Прве лиге Србије допринео је са два гола против Колубаре у другом делу шампионата 2016/17. У Суперлиги Србије дебитовао је 14. августа 2017. године против суботичког Спартака. Недуго затим, вратио се у београдски Синђелић. Након сезоне у Синђелићу, у лето 2018. се прикључује екипи ОФК Слоге из Горњег Црњелова. Провео је једну полусезону у екипи Слоге, да би се у фебруару 2019. прикључио бањалучком Борцу. У Борцу је играо до краја сезоне, након чега је у јулу 2019. споразумно раскинуо уговор са клубом.

## Трофеји
Синђелић Београд
- Српска лига Београд: 2012/13.

Мачва Шабац
- Српска лига Запад: 2015/16.
- Прва лига Србије: 2016/17.

Са аматерском селекцијом фудбалског савеза Београда, Леканић је освојио "Won Gu" куп мира у Јужној Кореји 2012. године.